# Kutchicetus
Kutchicetus byl vodní savec, který žil zhruba před padesáti miliony let a byl předkem dnešních delfínů. Dosahoval délky dva až dva a půl metru. Krátké končetiny mu umožňovaly pohyb na souši, ale většinu života trávil ve vodě. Vedl tedy podobný způsob života jako vydry, jeho potravou byly ryby a hlavonožci. Název druhu je odvozen od Kaččhského zálivu na severozápadě Indie, kde byly nalezeny jeho kostry. Jediným dosud známým druhem rodu Kutchicetus byl Kutchicetus minimus.